# الدورة الثالثة للبرلمان الأوروبي
 
بدأت الدورة الثالثة للبرلمان الأوروبي في انتخابات عام 1989 واستمرت حتى انتخابات 1994.